# Fatima Sadiqi
Fátima Sadiqi (en árabe, فاطمة صديقي) (Kenitra, 1953) es una profesora marroquí de lingüística y estudios de género en la Universidad Sidi Mohamed Ben Abdellah de Fez.

## Juventud
Nació en Kenitra, en la provincia marroquí de Azilal. Su pueblo bereber natal se llama Imshihn en lengua amazig. Es hija de Haj Mohamed Ben Mohamed -o Lahcen Sadiqi-, oficial militar de origen rural, y de Hajja Fadma Bent Haj Ahmed N'ayt Bourhim. Sadiqi es la mayor de nueve hermanos: Mohamed, Malika, Khadija, Hassan, Karim, Samira, Abdelhak y Meryem. Fátima Sadiqi está casada con el también lingüista Moha Ennaji y tienen tres hijos: Tariq, Rachid y Yassine.

## Educación
Sadiqi cursó su educación primaria en Nador, y sus estudios secundarios en Taourirt y Uchda. De 1971 a 1976 estudió lengua y la literatura inglesas en la Facultad de Letras de Rabat. Se licenció en Pedagogía en la Escuela Normal Superior de Rabat, en 1977. De 1979 a 1982, estudió lingüística teórica en la Universidad de Essex, en Gran Bretaña, donde obtuvo una maestría con una tesina acerca del verbo bereber y se doctoró con una tesis sobre la sintaxis de la frase compleja en bereber.

## Carrera
Sadiqi es catedrática de lingüística y de estudios de género en la Universidad Sidi Mohamed Ben Abdellah de Fez. Enseña sintaxis, morfología, fonología, estudios de género, feminismos transnacionales y medios de comunicación. En el seno de esa universidad fundó el primer centro de estudios e investigaciones sobre las mujeres y un programa universitario de estudios sobre el género. Se trata del primer programa sobre ese tema en Marruecos y el Magreb.
Fomenta el trabajo universitario sobre las mujeres bereberes y la vida rural. Fue directora de la Fundación Spirit of Fez, que organiza el Festival de música sacra de Fez. Fue nombrada por el rey de Marruecos miembro del Consejo de administración del Instituto Real de la Cultura Amazig, así como experta de las Naciones Unidas para el género. Fue designada por Kofi Annan como miembro del Consejo Económico y Social de las Naciones Unidas (ECOSOC). En 2006, fundó y dirigió en Marruecos el Centro Isis para las mujeres y el desarrollo, y organizó foros internacionales semestrales para investigadores de todo el mundo sobre las mujeres en el Mediterráneo. En 2011 cofundó y dirigió el Instituto Internacional para las Lenguas y las Culturas (INLAC) en la Universidad Sidi Mohamed Ben Abdellah, que alienta el diálogo cultural entre estudiantes marroquíes, europeos y estadounidenses. Es la coordinadora nacional de SafetyNET, una red global dedicada a la luchar por la erradicación del abuso y la violencia contra mujeres y niños.

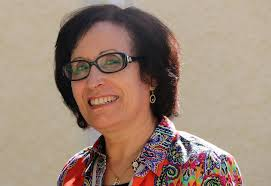
Fátima Sadiqi

### Profesora e investigadora asociada
- Universidad de Washington (1991)
- Universidad de Illinois en Urbana-Champaign (1999)
- Universidad de Mansfield (2003)
- Lasell College (2004)
- Rutgers University (2005)[1]
- Universidad de Harvard (2007)[3]
- Universidad Estatal de California, en Pomona (2013-2014)
- Instituto de Estudios de Asia y Orientales, Universidad de Zúrich, profesora invitada para los estudios de género (un semestre en 2016)[11]

### Becas
- Cuatro becas Fulbright (Senior Fulbright grants)
- Premiada con una beca de la Universidad de Harvard (Escuela de Teología Harvard, 2006 - 2007) para dirigir las investigaciones sobre las mujeres y las lenguas en Marruecos[1]
- Beca del Woodrow Wilson Center Global (2015-2016)[7][12]

## Ejes de investigación

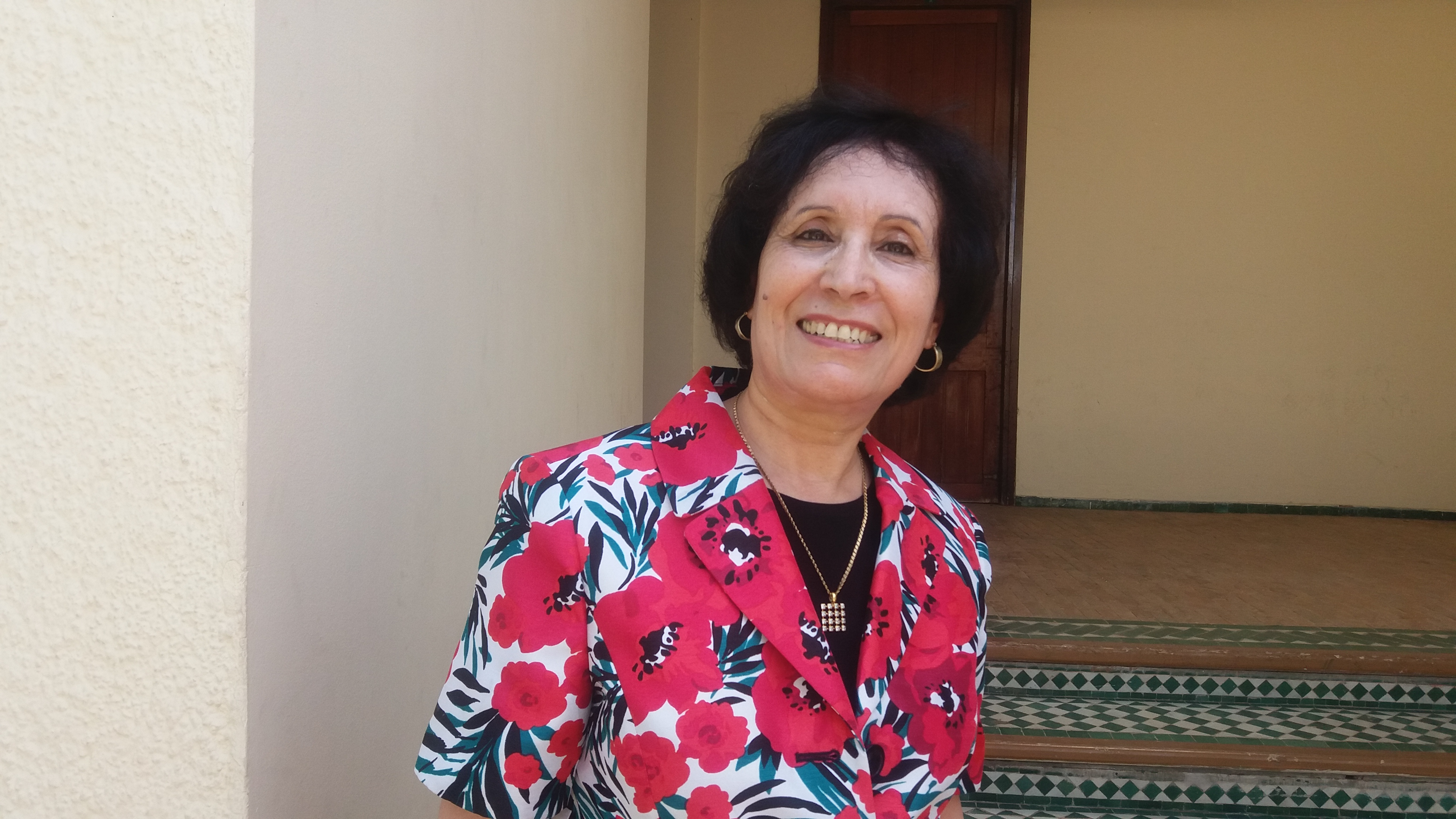
Fátima Sadiqi

- Fátima SadiqiEstudios sobre el género y las mujeres en África del Norte
- Feminismos transnacionales y mundiales
- Estudios bereberes
- Globalización y cambio social
- Ideología de género dentro del Daesh[13]

## Publicaciones principales
- Daesh Ideology and Women's Legal Rights, Cambridge University Press, 2017.
- Moroccan Feminist Discourses, Palgrave Macmillan, Nueva York, 2016.
- Images of Women in Abdullah Bashrahil's Poetry, Arab Institute for Research and Publishing, Beirut, 2004.
- Women, Gender, and Language in Morocco, 2ª edición, 2009 (1ª edición, 2003), conocido por ser el primer libro internacional sobre la lengua y el género en Oriente Medio y Norte de África puesto al día por diversas publicaciones internacionales en el comité de lectura como Gender and Language, International Sociology, Journal of Pragmatics e International Studies.
- Grammaire du berbère, L'Harmattan, París, 1997, primera gramática sobre esta lengua escrita por un hablante nativo.
- Studies in Berber syntax: the complex sentence, Königshaussen and Neumann, Alemania, 1986.

## Artículos académicos más recientes
- La grande absente dans les mouvements féministes marocains: la dimension berbère, en Afrique du Nord Transition et acteurs émergents, Mouvements berbères, Anna Maria Di Tolla et Ersilia Francesca (ed.), Studi Maghrebini, 2017
- Le mouvement féministe marocain (1946-2014), en Balghis Badri et Aili Tripp (éd.), Activisme des femmes en Afrique: luttes pour les droits et la représentation, Londres, 2017
- Une genèse des études sur le genre et les femmes au Maroc, en Rita Stephan et Mounira Charrad (ed.), Les femmes se lèvent, New York University Press, Nueva York, 2017.
- Perceptions des femmes sur l'islam dans le Maroc d'aujourd'hui, en Journal of Feminist Scholarship, Problème 11, otoño de 2016.
- L'émergence du féminisme Amazigh dans les Organisations Non Gouvernementales (ONG), Journal of Middle East Women's Studies, 2016, 12 (1), p. 122-125.
- Féminisation de l'autorité au Maroc (2015), en Mino Vianello et Mary Hawkesworth (éds.), Gender, Power, Democracy, Palgrave Macmillan, Nueva York, 2014.
- L'organisation des femmes au Maroc à la lumière de l'après printemps arabe et d'un gouvernement islamiste, en Zeina Zaatari (éd.), Encyclopédie des femmes et des cultures islamiques, supplément XI, Mouvements politico-sociaux à base communautaire, Brill Academic Publishers, Leyden, 2015.
- Le Centre: le nouvel espace de l'après printemps arabe pour les droits des femmes, en F. Sadiqi, (éd.), Les mouvements de femmes en Afrique du Nord après le «printemps arabe», Palgrave Macmillan, Nueva York, 2016.
- La marginalisation des femmes marocaines dans la société et les médias, en Ennaji, M. (éd.), Minorités et femmes en Afrique du Nord, The Red Sea Press, Trenton, 2015.
- Politiques berbère et linguistique dans le système éducatif marocain, en Moha Ennaji (éd.), Multiculturalism and Democracy in North Africa, Routledge, Londres, 2014.
- Le potentiel intérieur: l'ijtihad progressif dans la pratique des jugements des juges marocains sur le divorce Shiqaq (discorde), en Elisa Ada Giunchi (ed.), Adjucating Family Law in Muslim Courts, Routledge, Londres, 2013.
- Les ONG de femmes et la lutte pour la démocratie au Maroc, en Galia Golan et Walid Salem (éds.), Acteurs non étatiques au Moyen-Orient, Facteurs de paix et de démocratie, Routledge, Londres, 2013.
- Les femmes et l'islam au Maroc,The Oxford Encyclopedia of Islam and Women, Oxford University Press, 2013.

## Artículos en los medios de comunicación internacionales
- Le genre au cœur de la nouvelle constitution marocaine, artículo escrito para Common Ground News y traducido a varias lenguas, 6 de septiembre de 2011.
- Les femmes nord-africaines au premier plan de la réforme juridique, artículo escrito para Common Ground News y traducido a varias lenguas,10 de noviembre de 2010.
- Morocco's Veiled Feminists (traducido a varias lenguas), Project Syndicate, 25 de mayo de 2006.
- Le problème de l'état islamique avec les femmes, escrito para Project Syndicate, 8 de septiembre de 2016.

## Actividades mediáticas
- Égalité des sexes et islam, entrevistada por Santorri Chamley, New African Magazine, junio de 2011.
- El Fol Espoir des Berbères, Le Point, 2 de junio de 2011.
- La Méthode de Freedom House, entrevistada por Jeune Afrique, 23 de marzo de 2010.
- Maroc: droits des femmes, documental y entrevista en CNN, Nueva York, 30 de junio de 2009.
- Ecos femeninos, (en árabe), Radio Médi 1, 9 de enero de 2009.
- Modifications du droit de la famille au Maroc, entrevista, Every woman Program, Al Jazeera Internacional, Doha (Catar), 7 de marzo de 2008.
- Comment je suis devenue une voix de leader pour les femmes marocaines, entrevistada por Saundra Satterlee, Guardian Weekly, Londres, 4 de enero de 2008.
- Paroles de femmes. Une universitaire-activiste marocaine relie la langue et le pouvoir, entrevistada por Aimee Dowl, Ms Revista, verano de 2007.
- Débat télévisé amazigh: discussion sur la culture et la politique amazighes (berbères), marzo de 2007.
- Débat radio: islam et féminisme (con Amina Wadud, Estados Unidos y Ziba Mir-Husseini, Inglaterra), Ámsterdam, Radio Indymedia, 19 de mayo de 2005.